# Andreas Ritzos

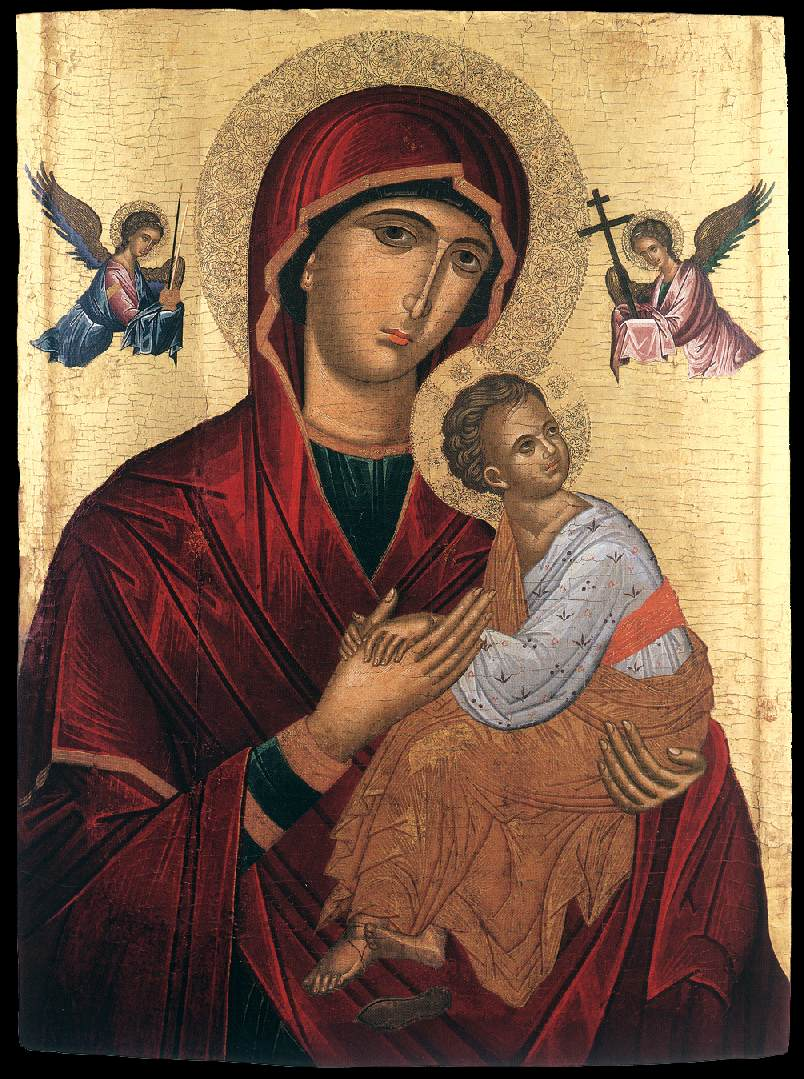
Madonna della Passione, 1490 (Museo de Iconos de Recklinghausen).

Andreas Ritzos (Ανδρέας Ρίτζος), Andreas Ritsos, Andrés Ritzos o Andrea Rizo da Candía (Heraklion, 1421 - 1492), fue un pintor cretense de iconos.
Es uno de los más importantes componentes de la escuela cretense, dentro del periodo de la pintura bizantina contemporáneo a la toma de Constantinopla por los turcos.
Hijo del también pintor Nicolás Ritzos (Nikolaos Ritzos o Nicola Rizo, llamado Balzan) y de Ergina, se formó el taller de su padre en la ciudad cretense de Candía (Heraklion), por entonces bajo dominio veneciano. El primer documento que registra su nombre está fechado el 27 de julio de 1451, año en el que se data un tríptico con la Madonna della Passione (una Odighitria o Eleousa) entre los santos Nicolás y Juan Evangelista, hoy conservado en la ciudad italiana de Bari (se ha propuesto la hipótesis de un viaje de Ritzos a Bari). En 1453 se vio involucrado con su padre en los acontecimientos militares de la caída de Constantinopla. En 1460 casó con Marietta Turlino, y con la madre de su esposa se hizo cargo de los viñedos de la familia.
Su hijo Nikolaos Ritzos (1446-1503), que aprendió en su taller, también fue un destacado pintor de iconos, llevando el nombre de su abuelo. Tuvo otro hijo llamado Tomás.